# Uẩn Trứ
Uẩn Trứ (tiếng Trung: 蘊著; 1699 – 1778) còn có tên là Vân Trụ (云柱) là một hoàng thân của nhà Thanh trong lịch sử Trung Quốc, người thừa kế 1 trong 12 tước vị Thiết mạo tử vương.

## Cuộc đời
Uẩn Trứ sinh vào giờ Tỵ, ngày 7 tháng 7 (âm lịch) năm Khang Hi thứ 38 (1699), trong gia tộc Ái Tân Giác La. Ông là con trai thứ ba của Phụ quốc Tướng quân Bái Sát Lễ (拜察禮) – con trai thứ năm của Hiển Khác Thân vương Phú Thụ (富綬). Mẹ ông là Kế Phúc tấn Nạp Lạt thị (納喇氏). Năm Khang Hi thứ 47 (1708), ông được tập tước Tam đẳng Phụng quốc Tướng quân, sau thăng làm Tam đẳng Phụ quốc Tướng quân. Đến năm Ung Chính thứ 3 (1725), ông thụ phong Tông Nhân phủ Phó lý sự quan, năm sau thì được thăng lên Lý sự quan.
Năm Càn Long thứ 7 (1742), tháng 6, ông được phong làm Nội các Thị độc Học sĩ (內閣侍讀學士). Đến tháng 2 năm thứ 10 (1745), ông nhậm chức Thông chính sứ (通政使). Sau đó thì lần lượt nhậm chức Thị lang của Công bộ và Hộ bộ ở Thịnh Kinh. Tháng 5 năm thứ 12 (1747), ông được điều sang Binh bộ làm Hữu Thị lang, quản lý sự vụ Phó Đô thống Mãn Châu Tương Hoàng kỳ. Tháng 9 cùng năm, ông nhậm chức Tào vận Tổng đốc (漕运总督).
Tháng 4 năm thứ 14 (1749), ông bị buộc tội tham ô buôn muối, nói dối Hoàng đế, đáng lẽ bị phạt treo cổ, nhưng Càn Long Đế khoan miễn cho ông, chỉ cách chức. Đến tháng 11 năm thứ 20 (1755), ông lại được phong làm Phó Đô thống Hán quân Tương Bạch kỳ. Năm sau được điều làm Tuy Viễn thành Hữu vệ Phó Đô thống. Tháng 8 năm thứ 23 (1758), ông được thăng chức làm Lương Châu Tướng quân. Đến tháng 9 năm thứ 27 (1762) thì điều làm Tuy Viễn thành Tướng quân. Năm sau (1763), ông kiêm quản sự vụ Đô thống Quy Hóa thành. Tháng 12 năm thứ 30 (1765), ông được điều về kinh thành nhậm chức Công bộ Thượng thư. Chỉ hơn một tháng sau, ông nhậm Nghị chính đại thần, Kinh diên Giảng quan (经筵讲官), sau đó là quản lý Hội đồng Tứ dịch quán (会同四译馆).
Năm thứ 32 (1767), tháng 3, ông bị hàng hai cấp điều dụng. Năm thứ 37 (1772), tháng 4, Hiển Cẩn Thân vương Diễn Hoàng qua đời, ông được thế tập tước vị Hiển Thân vương đời thứ 4, tức Túc Thân vương đời thứ 5. Khi ấy, cha ông là Bái Sát Lễ cũng được truy phong làm Hiển Thân vương. Tháng 5 cùng năm, ông quản lý Đô thống Mãn Châu Tương Lam kỳ. Đến tháng 3 năm thứ 38 (1773) thì quản lý Tương Hoàng kỳ Giác La học. Năm thứ 41 (1776), tháng 9, niệm tình tuổi tác ông đã cao, Càn Long Đế giải trừ sự vụ Đô thống của ông. Tháng 12 giải trừ sự vụ Giác La học. Năm thứ 43 (1778), tháng giêng, Càn Long Đế phục lại hào vị Túc Thân vương. Cùng năm đó, ngày 10 tháng 4 (âm lịch), giờ Thìn, ông qua đời, thọ 80 tuổi, được truy thụy Túc Cần Thân vương (肅勤親王). Ông lúc sinh thời có một người con trai, nhưng qua đời trước ông, nên tước vị sẽ do Vĩnh Tích – con trai thứ năm của Thành Tín  – con trai thứ hai của Hiển Mật Thân vương Đan Trăn thế tập.

## Gia quyến

### Thê thiếp
- Nguyên phối: Quách Lạc La thị (郭洛罗氏), con gái của Đô thống Ba Nhĩ Hỗ Đạt (巴尔祜达).
- Kế thất: Nạp Lạt thị (纳喇氏), con gái của Sâm Đồ (森图).

### Hậu duệ

#### Con trai
1. Thư Minh (舒明; 1719 – 1763), mẹ là Đích Phúc tấn Quách Lạc La thị. Được phong làm Phụng ân Tướng quân (奉恩将军). Có ba con trai.

#### Con gái
1. Trưởng nữ (1723 – 1795), mẹ là Kế Phúc tấn Nạp Lan thị. Năm 1750 hạ giá lấy Tín Dũng công Cáp Đạt Cáp (哈達哈) của Qua Nhĩ Giai thị.
2. Thứ nữ (1730 – 1794), mẹ là Kế Phúc tấn Nạp Lan thị. Năm 1749 hạ giá lấy Lý Thanh Văn (李淸文) của Lý Giai thị.
3. Tam nữ (1733 – 1795), mẹ là Kế Phúc tấn Nạp Lan thị. Năm 1754 hạ giá lấy Tử tước Đức Thành Ngạch (德成額) của Thư Thư Giác La thị.
4. Tứ nữ (1735 – 1794), mẹ là Kế Phúc tấn Nạp Lan thị. Năm 1756 hạ giá lấy Phúc Long A (福隆阿) của Na Mộc Đô Lỗ thị.
5. Ngũ nữ (1737 – 1737), mẹ là Kế Phúc tấn Nạp Lan thị. Chết non.
6. Lục nữ (1741 – 1741), mẹ là Kế Phúc tấn Nạp Lan thị. Chết non.